# Mayuri Kurotsuchi
Mayuri Kurotsuchi (涅 マユリ Kurotsuchi Mayuri?) es un personaje de la serie de manga y anime Bleach. Es el Capitán de la Duodécima División y Director del Instituto de Desarrollo Tecnológico del Seireitei, su Subcapitana es su hija Nemu Kurotsuchi.

## Perfil
Kurotsuchi es el estereotipo de científico loco en Bleach. Es el presidente del Instituto de Investigación de Shinigamis. Es una persona sádica y cruel capaz de usar a shinigamis de su propia división como bombas humanas.
Su cara pintada hace que tenga un gran parecido a un esqueleto, con uñas de color azul. La uña de su dedo corazón derecho es tan larga como todo su dedo. Mayuri es capaz de reconstruir partes de su cuerpo así como usar algunas de ellas como armas. Dándole con todo esto un aspecto terrorífico como ningún otro shinigami dentro de la Sociedad de Almas. 
Está obsesionado con la investigación y se emociona cada vez que descubre algo nuevo o atípico, no se detiene hasta haber analizado todos y cada uno de los parámetros y características del sujeto, sin importarle lo que tenga que hacerle para descubrirlo. Su principal cualidad es la prudencia y cautela a la hora de actuar, nunca actúa al azar y toma todo tipo de medidas para evitar el riesgo en combate o en sus acciones.
Como lo ha expresado en la batalla contra Szayel Aporro, él considera imposible la perfección, ya que un científico debe siempre buscar que sus creaciones sean las más impresionantes y hermosas, pero no buscar la perfección, ya que si algo así existiera, no habría necesidad de que nadie se esforzase en mejorar o científicos que intentaran crear cualquier cosa, ya que sería imposible superar de alguna manera a esa perfección.

## Personalidad
Mayuri Kurotsuchi es un investigador y personifica el estereotipo del científico loco en la serie. En sus primeras acciones durante la invasión de Ichigo y sus amigos para rescatar a Rukia, se muestra como uno de los más sádicos y crueles Shinigami. Lo ve todo y de todos, no como un ser vivo, sino como un objeto a ser investigado, incluido él mismo. Tiene poco respeto o consideración por la mayoría de la gente, e incluso convirtió a sus propios hombres (que no eran conscientes de sus planes) en bombas humanas en un intento de capturar a Uryū Ishida y a Orihime Inoue para la experimentación. 
Se sabe que a Mayuri le gusta el lucio, mientras que no le gusta la cebolla. Una de sus actividades favoritas es la lectura de todos los datos de los shinigami publicados por la Comunicación del Seiretei. Él mismo publica una serie en la revista, titulado "La medicación efectiva para el cerebro", que, al parecer, contiene instrucciones detalladas sobre la preparación de la medicina y su aplicación. Sorprendentemente, es muy popular entre los lectores.
En combate, a Mayuri le gusta jugar y torturar a su oponente poco a poco hasta que cae. Esto se demostró contra Ishida y contra el Octavo Espada, Szayelaporro. 
Como curiosidad, se puede percibir un ligero "cambio" de personalidad en Mayuri tras la saga de la Sociedad de Almas. Mientras que en esa misma saga el Capitán maltrata a Nemu, se muestra serio en gran parte de la batalla contra Ishida y se desespera cuando va perdiendo la lucha, en el Hueco Mundo se muestra a un Mayuri más relajado, tranquilo, burlón y técnico al no desesperarse en ningún momento, riéndose de su oponente, usando técnicas más "científicas" como la droga sobrehumana o las minas anti-Arrancar e incluso no insulta o golpea a su hija en ningún momento de la saga. Se desconocen las razones de este cambio de actitud en Mayuri. 

## Historia

### Pasado
Más de 110 años antes de la línea actual de la serie, Kurotsuchi Mayuri era el único preso del Nido de los Gusanos (en el que se retenía a los miembros del Gotei potencialmente peligrosos) que debía estar atado y enjaulado, su carcelero Kisuke Urahara, una vez fue ascendido a Capitán de la Duodécima División junto a su Teniente Hiyori Sarugaki, buscó excarcelarlo. Mayuri se rehúsa dado que considera su vida en prisión plena y Urahara no resulta de su agrado, tampoco la descarada y malcriada Hiyori. No obstante el Capitán le propone ser el vicepresidente en su fundación, el Instituto de Investigación y Desarrollo Tecnológico de la Sociedad de Almas, y a pesar de que el preso no está de acuerdo en estar bajo el mando de Urahara, acepta al saber que si algo le pasara a este, todo el poder recaería en sus manos.
Tras nueve años, Mayuri se ha convertido en el Tercer oficial de la División y segundo al mando del Instituto de Investigación y Desarrollo, enterándose por el Capitán Shinji Hirako y su Subcapitán Sōsuke Aizen de las extrañas desapariciones en el Rukongai, prosigue su investigación junto a Hiyori y un joven Akon. Cuando el equipo de investigación del Capitán Kensei Muguruma acampa en el Rukongai, Urahara (que se encontraba trabajando en un gigai para los desaparecidos) envía a Hiyori, justo entonces Kensei y sus subordinados son atacados.

### Sociedad de Almas
La primera aparición de Mayuri en la serie, fue en la reunión de capitanes para discutir el error de Gin Ichimaru por dejar vivo a Ichigo después de intentase entrar al Seireitei, ahí mantiene un agrio intercambio de palabras con Zaraki Kenpachi que es interrumpido por el Comandante Yamamoto. Posteriormente Mayuri visita en la enfermería a Madarame Ikkaku tras su derrota a manos de Ichigo Kurosaki para interrogarle acerca de su adversario, Ikkaku no está dispuesto a revelarle esa información al Capitán y cuando está a punto de ser castigado por el irritado científico, Zaraki Kenpachi, el Capitán de la Undécima División, lo interrumpe. Mayuri se retira entonces junto a su Subcapitana y decide buscar a los intrusos por otra vía. Mayuri usa su capacidad de invisibilidad para fundirse con el entorno de los distritos y buscar a los intrusos, hasta que encuentra a Inoue Orihime y Uryū Ishida tratando de llegar hasta el Palacio de la Penitencia, donde se encuentra recluida Rukia Kuchiki, no obstante usa a varios miembros de su división tras haberlos engañado para hacer creer a los confiados ryoka que son miembros de su división tras haber robado los uniformes de unos shinigami y ser descubiertos por Makizō Aramaki, estos se acercan a ellos dispuestos a atraerlos hacia su Capitán pero resultan ser bombas humanas que explotan cuando el control remoto es accionado por Mayuri.
Ishida advierte a Inoue justo antes de que las explosiones se produzcan y puede usar el Santen Kesshun antes de que sea tarde, protegiendo también a Ishida y a Aramaki. Ishida favorece el escape de Aramaki y Orihime con su arco y entabla combate con Mayuri, este usa a Nemu Kurotsuchi como señuelo para herir al quincy con su shikai (Ashisogi Jizō), el Capitán se regodea en la debilidad de su enemigo y maltrata a Nemu, Ishida clama ante la crueldad de su adversario y este último le muestra una foto del último Quincy que estudio, que resulta ser el fallecido abuelo de Uryu, Sōken Ishida, el joven decide entonces romper su guante y liberar todo su poder para acabar con el responsable de la muerte de su abuelo, a pesar de que Mayuri libera su bankai para contrarrestar esto (Konjiki Ashisogi Jizō), Ishida logra destrozarlo y derrotarlo, forzándolo a huir en forma líquida al laboratorio.
Desde ese momento Mayuri permanece en el laboratorio curándose las heridas, varios días después, cuando se revele la conspiración de Sōsuke Aizen, Gin Ichimaru y Tōsen Kaname para hacerse con el Hougyoku la Capitana de la Cuarta División Retsu Unohana contempla la derrota del Capitán Hitsugaya Tōshirō en la Cámara de los 46 Representantes y le ordenará a su Subcapitana Isane Kotetsu dar la voz de alarma a todo el Seireitei, todos los Capitanes y ryoka interrumpen sus combates para ir tras Aizen mientras en el laboratorio nemu le pregunta a un Mayuri recuperado y en su forma humana (un hombre con cabello azul no muy largo)si piensa hacer algo, a lo que Mayuri responde negativamente ya que "no le interesa".

### Saga Bount (solo en anime)
Mayuri aparece de nuevo durante la invasión de Bount a Karakura Town, y, queriendo llevar algunos Bount a la Sociedad de Almas para investigarlos, envía a Nemu a dar a Uryū un artefacto que restablece temporalmente sus poderes de Quincy a cambio de ayudar a los Bount a que lleguen a la Sociedad de Almas.
En la reunión de capitanes el trataba de culpar al Capitán Hitsugaya por su incompetencia al dejar entrar a los Bount al Seireitei, que luego es callado debido a que Kyoraku revela lo del artefacto quincy y el hecho de que es su culpa por darles lo necesario para entra en la sociedad de almas y que no culpe a otros.
Cuando los otros capitanes empiezan a sospechar de traición, Máyuri demuestra su lealtad al derrotar a uno de los Bount, Sawatari, en parte motivados por su ira al haber sido engañado para ayudarles a entrar en la Sociedad de Almas. La confrontación le deja gravemente herido después, en gran parte debido a su persistencia en tratar de capturar al Bount con vida.

### Los Arrancar
Tras la huida a Hueco Mundo de Aizen, Ichimaru y Tôsen, Mayuri es el encargado de investigar acerca de las probabilidades del Hougyoku y de tratar de prever las intenciones del antiguo Capitán mientras en Karakura Ichigo Kurosaki, sus amigos y una avanzadilla de la Sociedad de Almas encabezada por Hitsugaya y formada por Rangiku Matsumoto, Madarame Ikkaku, Yumichika Ayasegawa, Renji Abarai y Rukia Kuchiki se enfrentan a los Arrancar.
Tras la lucha con los Números encabezados por el Sexto Espada Grimmjoww Jaggerjack el comandante general Yamamoto le indica a Hitsugaya que Mayuri ha calculado el despertar completo del Hougyoku en invierno y que Karakura es un componente importantísimo en la creación de la Ouken (Llave Real), con lo cual se anuncia que la lucha será en invierno, quedan tres meses. Un mes después el Cuarto Espada Ulquiorra Cifer rapta a Inoue Orihime en el Dangai y se la lleva a Hueco Mundo mientras en Karakura un grupo Arrancar formado por el Sexto Espada en curso Luppi, el Décimo Espada Yammy, el Antiguo Espada Grimmjow y el Número Wonderwice Marjera entablan combate con los shinigamis y los distraen, siendo la misión un éxito.
La Sociedad de Almas considera entonces a Inoue una traidora y rehúsa ayudar a Ichigo a tratar de rescatarla, es más, envía a los Capitanes de la Sexta e Undécima Divisiones Byakuya Kuchiki y Zaraki Kenpachi como fuerza de disuasión para retirar los refuerzos de Karakura.

### Hueco Mundo
Ichigo Kurosaki, Yasutora Sado, Uryū Ishida, Rukia Kuchiki y Renji Abarai desoirán las órdenes e irán a Hueco Mundo ayudados por Kisuke Urahara, allí entablan diversos combates contra Arrancar y Espada, aunque finalmente su viaje parece haber acabado cuando todos parecen haber sido derrotados. Renji e Ishida son totalmente derrotados junto a la Fracción de Nel Pesshe Gatisshe y Dondochakka Bilstin por la forma en Resurrección de Szayel Aporro Grantz.
En el maltrecho palacio del Octavo Espada hace acto de presencia el Capitán de la Duodécima División y presidente del Instituto de Investigación Mayuri Kurotsuchi acompañado por su Subcapitana Nemu Kurotsuchi, Szayel y el Capitán (que desprecia a un sorprendido Ishida) intercambian bravuconadas y se disponen a comenzar el combate. Mayuri comienza siendo atrapado por la habilidad vudú del Arrancar, pero logra salir indemne gracias a las bacterias de vigilancia implantadas en Ishida, que le permitieron implantarse órganos falsos para desesperación de Szayel Aporro que toma a Nemu como rehén, tras esto contraataca con su bankai, que envenena y devora al horrorizado Espada.
Creyéndolo derrotado, Mayuri les da el antídoto a Ishida y Renji pero usando su habilidad Gabriel, Szayel Aporro emerge de su hija indemne, Mayuri parece exultante a pesar de esto e incita a su rival a continuar el combate, este vuelve su bankai contra él mismo, pero la criatura estalla al volverse contra su amo, además al haber estado en el cuerpo de Nemu, Szayel Aporro ha sido infectado por la Droga Sobrehumana del interior de su cuerpo, que hace que un segundo le parezcan 100 años, Mayuri traspasa al catatónico Espada con su Zanpakutō en el corazón y desprecia la visión de perfección que el Arrancar poseía sobre sí mismo, afirmando que la búsqueda de la misma es lo que alienta a un científico a mejorar.
Tras esto cura a Nemu (de una manera oculta y abierta a la imaginación) y la ordena excavar en los escombros del Palacio, de ahí salen Dondochakka y Pesshe pero apenas les presta atención y ordena ir más profundo, hasta que encuentra una sala especialmente protegida donde estaban los especímenes de investigación del Espada, Mayuri contempla dos cuerpos colgados del techo interesado mientras Renji e Ishida se sorprenden. Antes de nada, Mayuri se dispone a curar a Ishida a pesar de sus protestas, Renji sin embargo le pide al Capitán que lo cure primero para incorporarse a la lucha, pero Mayuri recalca que sólo Zaraki Kenpachi continúa peleando y que si interfiere sería devorado por las dos bestias que se enfrentan.
Sōsuke Aizen se comunica con todos ellos una vez los Capitanes han terminado sus combates y les explica que el rapto de Inoue Orihime era parte de su plan para atrapar a varios shinigamis y ryoka en Hueco Mundo (cerrando sus Gargantas) y así poder destruir Karakura fácilmente y crear la Ōken. Ishida se pregunta si Mayuri puede reabrir la garganta y este dice que sólo Kisuke Urahara tiene ese poder, y que ahora la comunicación con él es imposible. Junto a los demás Capitanes, Mayuri explica que gracias a la Tenkaikezzu y a Kisuke Urahara, Karakura fue trasladada a una zona alejada del Rukongai mientras los habitantes fueron puestos a dormir.
Mayuri Kurotsuchi logra reabri la garganta después de estudiar y analizar sus esctrutura permitiendo de que Kurosaki Ichigo pueda regresar al mundo humano junto con la Capitana del cuarto escuadrón Unohana Retsu.

### Batalla por Karakura
Después de que llegaran Byakuya y Kenpachi a auxiliar a Ichigo, Mayuri hace acto de presencia junto con Nemu(y un carro) y dice que ha analizado la estructura de la Garganta en el laboratorio de Szayelaporro y le dice a Ichigo que vaya a Karakura.
Él se queja diciendo que se debe quedar a luchar con Yammy, a lo cual Mayuri le regaña diciendo que no está en condiciones de rechazarse, y en eso llega la capitana Retsu y dice que irá con Ichigo a Karakura.
Después de una breve riña, se abre la Garganta con los dos shinigami rumbo a Karakura y un Mayuri deseoso de atormentar a Ichigo. Después de la derrota de Yammy, aparece para arreglar la falsa ciudad de Karakura, luego un oficial de su división asegura que se marchó a Hueco Mundo a investigar.

### Saga de la Guerra Sangrienta de los Mil Años
Mayuri, aparece en los cuarteles del Instituto de Investigación Shinigami, junto Akon y otros miembro de la 12.ª división, quienes les informan sobre la situación de emergencia, que se ha producido por el exterminio de Hollows, que amenaza con quebrantar el balance entre la Sociedad de Almas y el mundo de los vivos.
Cuando Akon, le informa sobre el enemigos con el cual están lidiando, el capitán de 12.ª división solo se limita a decir solo existe cierto grupo que puede eliminar la existencia misma de los Hollows, que son ellos y solo ellos. Mayuri asiste a la reunión de capitanes, donde se explican sobre la Wandenreich , y las infiltraciones en la Sociedad de Almas y menciona que los rebeldes son Quincy.
Antes de que pueda terminar su explicación, es interrumpido por Yamamoto, quién le pide que le dé la ubicación de la sede de los enemigos con el propósito de lanzar una contraofensiva, a lo que Mayuri le responde que aún no posee esa información.
Una vez terminada la reunión de capitanes Mayuri se queda conversando con Yamamoto, Mayuri le confirma a Yamamoto que fue quién ordenó a su División que eliminasen a 28.000 habitantes del Rukongai para restablecer el balance de las almas. Yamamoto le pregunta por qué no pidió el permiso teniendo en cuenta que, debido a las circunstancias en las que estaban, se lo habría otorgado. Mayuri responde que él habría tenido que asumir la responsabilidad si las cosas se pusieran peor. Yamamoto dice que la situación no habría sido tan malo si el Departamento de Investigación y Desarrollo hubiera reportado el problema con antelación, a lo que Mayuri le responde molesto, pues el ya le había informado de esta posible situación cuando los Ryoka, en particular Ishida, se infiltró en la Sociedad de Almas pero fue el propio Yamamoto quien decidió ignorar las advertencias de Mayuri considerándolo un temor infundado. A continuación, acusa a Yamamoto de ser el principal culpable al no haber matado "a aquel hombre hace mil años".
Mayuri se entera a través de Matsumoto, que usa el TenteiKura, que el enemigo es capaz de robar el Bankai. Mayuri sale de su laboratorio enfadado con sus compañeros, reprochando el porqué no esperaron a que terminara con su investigación, mientras desenvaina su Zanpakuto.
En el momento en que el departamento de Investigación y Desarrollo informa a la sociedad de almas sobre la llegada de Ichigo, Mayuri se da cuenta de que Akon es el responsable de traer al shinigami sustituto.
Después de que el Vandenreich abandona la Sociedad de Almas y se tratan a los heridos en la unidad de cuidados intensivos de la 4.ª División, Mayuri envía un recado con un oficial para concertar una reunión con Ichigo y su Zanpakutō, Zangetsu. Durante la reunión sostenida con Ichigo Kurosaki para discutir sobre la situación de Tensa Zangetsu,  Mayuri le explica a Ichigo que su zanpakuto, es imposible repararla ya que una vez que se bankai ha sido roto este no vuelve a ser como antes. En adición a esto, Mayuri le aclara a Ichigo que él no puede reparar las zanpakutos pero si remodelarlas. En ese momento, la conversación entre Mayuri y Ichigo se ve interrumpida súbitamente por la reaparición Kon a quien Mayuri manda a callar luego recibir un comunicado sobre la llegada de la Guardia Real, por lo cual lo pide a Ichigo Kurosaki a que lo acompañe al punto de encuentro con los demás capitanes del Gotei 13. Cuando Senjumaru Shutara trae una serie de orbes al Tenchūren, Mayuri nota que uno de los orbes se encuentra Tensa Zangetsu. En ese momento Mayuri le pregunta a Senjumaru si había interrumpido en su laboratorio. A lo que afirma que simplemente había colocado sus manos en la puerta se abrió la cerradura, la cual se le hizo fácil de acceder que la última vez que estaba allí, generando el disguste del Capitán. En ese instante Kon aparece a continuación, actuando como un sistema de comunicación instalado por Kisuke Urahara para comunicarse con Ichigo desde Hueco Mundo. Mayuri no duda en mostrar su molestia al ver la cara de Urahara, intrigado por saber como fue que su excapitán le hizo modificaciones a Kon, el capitán de la Duodécima División procede a estudiar el alma modificada, empieza presionarle los ojos. Urahara se percata que Mayuri descubrió los interruptores, sin embargo le aclara que los ha desactivado.
Luego de que la Guardia Real se marchara con Ichigo Kurosaki y los otros shinigami, Mayuri y Nemu regresa al Instituto Shinigami de Desarrollo e Investigación donde se ha mantenido encerrado por tiempo indefinido dejando desactivando los insectos de vigilancia. Esto a los fines de poder realizar un experimento en secreto. que está siendo espiado por Akon y otra shinigami investigadora quienes parecen estar sorprendido, por la magnitud de dicho trabajo.
Durante la segunda invasión del Wandenreich, Mayuri y Nemu finalmente emergen desde el interior de la habitación donde se encontraban y encuentran el Departamento de Investigación y Desarrollo completamente transformado. Confirmando la explicación de Askin Nakk Le Vaar sobre la naturaleza detrás de las sombras, Mayuri continúa explicando que en el tiempo entre las invasiones él y Nemu habían creado un ambiente completamente sin sombras, incluyendo su vestimenta. En respuesta a las dudas de su intelecto al Sternritter, Mayuri le asegura que va a ser capaz de encontrar la respuesta antes de ir a casa. Mayuri aparece nuevamente esta vez para negarse a la proposición de Askin, de seguirlo, pues lo que el Stern Ritter quiere es llevarlo a su territorio. Después Mayuri y los demás Shinigamis quedan sorprendido al sentir el reiatsu de Suì-Feng, pues creen que ella venció al Stern Ritter con el que se enfrentaba, a lo cual Askin le dice que era de esperarse que mejoraran sus habilidades y eso era lo que esperaba su majestad, quedando Mayuri algo sorprendido. Mayuri recibe la noticia de su oficiales sobre la desaparición de los reiatsu de Suì-Feng y Toshiro Hitsugaya afirmando que es el único que puede luchar sin bankai. Luego recibe una llamada de Kisuke Urahara quien le informa que hay una manera de recuperar los bankais.
Una vez Mayuri se comunica con Kisuke Urahara, este le pregunta a su antiguo predecesor sobre el supuesto método para recuperar los bankais. Urahara procede explicarle que ha descubierto una debilidad en el método de robo de bankai por parte de los Quincys, la cual puede ser convenientemente explotada a favor de los shinigamis. Una vez oídas estas palabras, Mayuri procede alabar un poco los progresos la investigación de su antiguo predecesor, para luego corta la comunicación en razón de que este le instaló de forma ilegal un transmisor en sus ropas cosa que disgustó al capitán de la duodécima división. Acto seguido Mayuri se dispone a dar por terminado su comunicación con Urahara, solo para llevarse la sorpresa de que el shinigami había llegado desde el senkaimon. Una vez arribado, Urahara le pide a Mayuri que hagan equipo entre los dos cosa que el capitán de la duodécima división acepta de mala gana en contra de su voluntad. Urahara procede explicarle Mayuri que durante el tiempo que estuvo en Hueco Mundo , recolectando información sobre los Quincys, se percató que ninguna resurrección de los arrancar fue robada, por Wandereich lo cual resultaba muy extraño, pues el poder al del bankai. En ese instante Mayuri le señala a Urahara que la razón por la cual los Quincy llegaron no robar la resurrección a los arrancar es porque esta implica un demérito. Luego de esto Mayuri no duda concluir junto a Urahara que la razón en el demérito de no ejecutar el robo de las resurrecciones por parte de los Quincys se debe particularmente al peligro que representa para esta raza la existencia de los Hollows quienes no solo amenazan sus supervivencia sino que representa su veneno en razón de que cualquier cosa que sea afectada por Hollowficación le es perjudicial.
Más tarde aparece para interrumpir la pelea de Giselle Gewelle con Yumichika Ayasegawa e Ikkaku Madarame para decirle al quincy que tiene un poder interesante y brillar demasiado, cosa que hace que Gewelle no pueda verlo y le pregunte quien es.
Mayuri le contesta diciendo que es una ignorante, ya que los grandes oponentes brillan y Giselle le contesta que no le preguntó eso, Ikkaku comenta que él no lo ve bien, pero por la voz diría que se trata del capitán Kurotsuchi, Yumichika le comenta que él es el único que se vestiría así; el observa como Gigi maltrata a Bambietta Basterbine y dice que le gusta, el sternritter le pregunta si dejó de brillar a lo que él contesta que solo bajo su luz un poco, Gewelle le pregunta si le gusta la gente común a lo que el capitán le contesta que todos son comunes al lado de él, el quincy se enoja y manda a bambi a matarlo, Nemu (que se encontraba al lado de su capitán) lo protege de las bombas de la quincy y empiezan a analizar el poder de esta, Mayuri le dice a su teniente que use "eso" a lo que ella responde por la configuración y él le contesta que sea en tres segundos, de inmediato Mayuri saca unos artefactos que absorben las bombas de bambietta, por lo que Giselle se pregunta que porqué no explotan, en ese momento las bombas hacen explosión y el quincy se ve obligado a protegerse con el cuerpo de su "zombie", al caer al suelo este se pregunta por qué las bombas no explotaron de inmediato, por lo que Mayuri le explica que lo que hizo fue usar un dispositivo de fijación de reishi, este dispositivo bloquea el reishi que toca por cierto periodo de tiempo y después explota, así él sella por completo el poder de la "chica zombie" y ambas se convertirán en su material de estudio, Gigi ríe en tono burlón y le pregunta a quien le habla, revelando un ejército de shinigamis zombis y diciéndole a su oponente que si observaba su poder debería haberse dado cuenta de que estaba convirtiendo zombis desde que llegó, Mayuri dice que no puede luchar contra ellos ya que son parte del gotei 13 y que para una persona gentil y bondadosa como él eso sería doloroso, y que no le queda más remedio que dejar el asunto a los arrancars (Dordoni Alessandro Del Socaccio, Cirucci Sanderwicci, Luppi Antenor y Charlotte Chuhlhourne).
Mayuri con la habilidad de su droga logra derrotar al capitán Toshiro Hitsugaya quien ya había derrotado a los oficiales Ikkaku y Ayasegawa además de crear graves heridas al Arrancar Charlotte, sin embargo es interrumpido por Rose, Kensei y Rangiku por lo que llama a los Arrancar para que se encarguen de estos; posteriormente que los Arrancar lograran derrotar a los dos capitanes Rose y Kensei y también a la teniente Rangiku Matsumoto, este procede a inyectarles una droga sin embargo estos Shinigami perdieron ante los Arrancar ya que estos también recibieron una droga en sus fluidos corporales que mediante su sangre golpeó e hizo efecto a los Shinigami lo mismo que le sucedió a Toshiro, entonces Mayuri le explica al Sternritter el funcionamiento de su extraña habilidad y al ver que el Quincy se hace el que no entiende le simplifica las cosas al decirle que su Zombis ya no le pertenecen que ahora son de él, impactando terriblemente al Quincy por ende Mayuri le informa que su juego se ha terminado y Kensei apuñala a Gigi.
Posteriormente Mayuri aparece ante Byakuya para que Kensei se enfrente a Pepe a quien logran derrotar con facilidad; Mayuri le explica a Byakuya que fue lo que ocurrió exactamente con ambos Capitanes(Rose y Kensei), luego de estas batallas según explicación de Kisuke Mayuri se encuentra con ambos capitanes y Nemu, tanto Rose y Kensei parecen ser sometidos a unas cápsulas.
Mayuri aparece en el laboratorio junto con Nemu, Mayuri accede a mostrarle la máquina amplificadora de Reiatsu a Kisuke para forjar la puerta, luego de eso apuesta con Aizen cual es mejor si sus habilidades o el poder de Aizen, luego Mayuri entra al Palacio del rey pero toma otro camino pensando que iba a estar solo queda sorprendido al darse cuenta de que Zaraki también esta ahí provocando la discusión entre ambos Shinigami. Al avanzar junto con Zaraki, los dos Shinigami se encuentran con un Quincy. Cuando Zaraki pregunta que es, Mayuri le responde burlándose de él. El Capitán de la undécima División decide entonces ignorarle y atacar al Quincy. Mayuri le grita para que se detenga y evitar que lo maten. Acaba sufriendo una herida en su brazo derecho sin poder herir a su oponente. Después de esto, el enemigo empieza a transformarse y Mayuri comenta que es un tipo de metamorfosis algo espeluznante. Cuando el brazo de Zaraki empieza a retorcerse y se lo corta él mismo, Kurotsuchi comenta que hizo bien, de lo contrario estaría muerto en esos momentos. Le recomienda que no se acerque a su oponente y comienza a curarle el brazo pero este vuelve a precipitarse, cosa que enfurece a Mayuri. Zaraki acaba gravemente herido y Mayuri decide atravesarlo con su espada. Después de paralizarlo, acaba concluyendo que el poder del Quincy reside en infiltrar sus propios nervios en el enemigo y de esa forma controlar sus movimientos. Mayuri consigue en ese momento frenar un ataque enemigo sorprendiéndolo e hiriéndolo. El Capitán se queda fascinado al descubrir esta habilidad y comenta que desearía poder investigarlo más. Después se reúne con Zaraki, el cual está paralizado en el suelo, y le dice que lo apuñaló por su propio bien. Comenta que está 'agradecido' porque le ayudó a descubrir las habilidades de su enemigo y porque se ha dado cuenta de que puede hacerle algunas mejoras a Ashisogi Jizō. Más tarde, comienza a hablar con el Quincy, el cual guarda silencio. Mayuri se burla del 'noble sacrificio' hecho por Zaraki. En ese instante, su enemigo se transforma convirtiéndose en el 'brazo izquierdo del Rey Espíritu'. Mayuri no se sorprende y comenta que su Reiatsu es el mismo que el que recogió de Ukitake cuando esté cayó inconsciente. Mientras se protege de sus ataques, Mayuri se pregunta por qué el 'brazo izquierdo del Rey Espíritu' se considera inferior a Yhwach. SIn embargo, el Capitán dice sentirse eufórico ante este nuevo problema, sobre todo cuando el Quincy empieza a hablar. En ese momento el Quincy revela que su nombre es Pernida Parnkgjas. Mayuri ironiza sobre ese nombre e incluso dice que él decidirá la pronunciación, cosa que inquieta y sorprende tanto a Ikkaku como a Yumichika. Pernida decide entonces atacar a Mayuri. Este esquiva sus ataques y, en un momento dado, hace explotar su armadura para protegerse. Para no caer al suelo y entrar en contacto con los nervios de su enemigo, Mayuri utiliza una técnica Quincy que le permite caminar en el aire llamada Hirenkyaku.
Después, el Capitán decide tomar una muestra del Quincy y le arranca un dedo. Es en ese momento cuando unos nervios que se situaban dentro del mismo atacan a Mayuri. En un primer momento parece herido, pero entonces revela que cambió toda la configuración de sus propios nervios y vasos sanguíneos, inutilizando el ataque de Pernida. Kurotsuchi comenta que hace mucho tiempo que no realizaba una operación a una mano y le resulta bastante desagradable. Al oír esta palabra, Pernida le dice que ya no parece tan seguro como antes y que le quitará la poca confianza que le quede. Ataca al Capitán con una mano entera que aparece donde antes se situaba el dedo que Mayuri le cortó. Este bloquea el ataque y Pernida comienza a transformarse de nuevo. Mayuri recuerda entonces que la mano derecha del Rey Espíritu simboliza la tranquilidad mientras que la izquierda simboliza el progreso. Esto se confirma cuando finalmente Pernida toma una nueva forma, la cual está compuesta esta vez por tres brazos. Mayuri libera entonces su Bankai.
Al revelarse, este tiene una apariencia muy distinta a la habitual. Kurotsuchi comenta que ha reconfigurado su Bankai y que la habilidad de esta metamorfosis es dar a luz a un nuevo Ashisogi Jizo. Cuando este aparece, tiene todos sus nervios sobre su piel. Mayuri revela que tienen al menos setenta mil capas epidérmicas distintas, lo que inutilizará completamente los ataques de Pernida. Ashisogi coge entonces a Pernida y lo traga por completo. Cuando parece que el Quincy ha sido derrotado, este sale desde dentro del Bankai, dejándolo destrozado. Esto sorprende a Mayuri y en ese momento esquiva una flecha lanzada por Pernida. Este último le dice que parece haberse olvidado de que él es un Quincy a lo que Mayuri responde que nunca hubiera creído que la mano izquierda del Rey Espíritu pudiera llamarse a sí mismo de esa forma. Cuando Pernida le dice que siempre fue un Quincy desde el principio, Mayuri percibe que su forma de hablar ha cambiado y empieza a creer que está evolucionando. Pernida ataca nuevamente al Shinigami pero esta vez sus flechas están directamente conectadas con sus nervios. Esto le permite herir al Capitán e incluso alterar el rumbo de sus flechas. Cuando parece que Mayuri no va a poder esquivar una de sus flechas, Nemu hace su aparición y lo protege. Este acaba también salvándola de ser atacada por los nervios de Pernida y le grita que no puede actuar por su cuenta sin recibir sus órdenes. Nemu le responde que decidió ella misma que su Capitán necesitaba un 'escudo'. Mayuri le dice entonces que pasaron por muchas batallas juntos y que le enseñó muchas cosas en todo este tiempo.
Finalmente confiesa que le resultaría muy complicado volver a criar a 'otra Nemu' de la misma forma que la actual. Acaba diciéndole que se abstenga de actuar por su cuenta y de sacrificar su vida inútilmente. Nemu le dice entonces que su intención original era acercarse para llevarle una medicina y poder curarlo. Después de esto, Mayuri regresa a combatir contra Pernida.
En un primer momento, decide esquivar todas las flechas que le lanza su enemigo. Acto seguido, contacta con Nemu para decirle que seguirá realizando esos movimientos y al mismo tiempo esparcirá veneno por toda el área. Esto hará que las flechas de Pernida queden inutilizadas. Mayuri le ordena a Nemu que inyecte en las flechas un paralizador para afectar a todos los órganos del enemigo. El Capitán concluye que de esta forma podrán acabar con el Quincy.
Al principio parece ser así, pero enseguida Mayuri se da cuenta del verdadero poder de Pernida. Este último puede absorber toda la información de cualquier cosa a la que haya conectado sus nervios. Al haber absorbido las habilidades de Zaraki, Kurotsuchi deduce que Nemu no será capaz de esquivar los ataques del Quincy. Mayuri advierte inmediatamente a Nemu y le ordena que retroceda pero justo en ese momento Pernida utiliza las habilidades que fueron absorbidas del Bankai del Capitán. Este se ve gravemente amenazado pero antes de que pueda ser atacado por el Quincy Nemu acude una vez más en su ayuda ignorando las órdenes de su Capitán. Este se asombra al ver el nivel de poder que posee su Teniente y le dice que no le dio la orden de ayudarlo. Cuándo Nemu responde que no se trata de ayuda si no que es su propósito, el Capitán la contradice diciéndole que su propósito es el de madurar y desarrollarse. A continuación, Nemu aleja de la batalla a Mayuri y este concluye diciendo que no hay nada más degradante y humillante que esa situación.
Después de esto, Kurotsuchi observa la batalla entre su subordinada y Pernida. Cuando parece que Nemu ha salido victoriosa de la batalla, el Quincy reacciona y acaba atravesando todo el cuerpo de la Shinigami con sus nervios. Mayuri observa perplejo esta situación e incluso se puede percibir un tono de desesperación en su voz cuando pronuncia en repetidas ocasiones el nombre de Nemu. A continuación aparece una imagen del antiguo Espada n.º 8, Szayel Aporro Granz. Este aparece riéndose de Mayuri por tener sentimientos por una 'vida artificial'. También le recuerda que él mismo le dijo una vez que odiaba la perfección y ahora tiene la oportunidad de crear nuevamente algo superior. Finalmente concluye diciendo que Mayuri consideraba en realidad que Nemu era perfecta. Mientras Szayel sigue riéndose de él, el Capitán hace desaparecer esa imagen reconociendo que el científico notó su negligencia. Más tarde, Pernida está devorando el cadáver de Nemu. Mayuri reacciona a esto diciéndole que puede devorarla por completo, pero el Capitán decide recoger y guardar el cerebro de la Shinigami. Acto seguido, el cuerpo del Quincy empieza a destruirse por sí solo. Mayuri explica entonces que esto es debido a una glándula situada en el cuerpo de Nemu. Al devorarla sin su cerebro, esta glándula produce el efecto de una regeneración acelerada, lo que acabará por llevar a Pernida a su autodestrucción. Kurotsuchi acaba venciendo a Pernida. Justo después, este se desploma a causa de algunos restos de los nervios de Pernida que seguían en su cuerpo y aún permanecían vivos. El Capitán acaba admitiendo que se encuentra en la misma situación que Zaraki.
A continuación, reaparecen Ikkaku y Yumichika y Mayuri los felicita por no haber interferido en su pelea. Este último les da instrucciones para que puedan utilizar unas cápsulas de protección de cuerpos que Kurotsuchi trajo con él. Cuando las dos cápsulas se abren, aparecen los cuerpos del Capitán Hitsugaya y de la Teniente Matsumoto. Mayuri ha logrado revertir su 'zombificación' y el Capitán de la Décima División le da las gracias por ello. Seguidamente, estas cápsulas vuelven a ser ocupadas por Zaraki y por el propio Mayuri. Tanto Ikkaku como Yumichika le dan las gracias a Kurotsuchi antes de irse. Mientras se cierra la cápsula, Mayuri, muy entusiasmado, dice que por fin ha salido de la sombra de Kisuke Urahara gracias a que el Konpaku que él creó finalmente ha evolucionado por su cuenta. Después de esto, acaba cayendo en un profundo sueño.

## Poderes
Mayuri como todo shinigami tiene el poder de purificar a los Hollow si les hiere con un corte profundo en la máscara con su Zanpaku-tō y de transportar los pluses a la Sociedad de Almas; pero además, como Capitán, tiene una de las 13 fuerzas espirituales más grandes de la Sociedad de Almas, por lo que es capaz de localizarlas con eficiencia.
Experto en Kidō: Según Syunsui Kyōraku él es uno de los más competentes usuarios de kidō de toda la Sociedad de Almas; capaz de realizar una forma destructiva de kidō desde la palma de sus manos en silencio y crear grandes agujeros en las paredes.
Inventos y creaciones: Ha modificado su cuerpo de muchas maneras para optimizarlo, implantándose un artilugio en el brazo que le permite alargar la mano a voluntad (no obstante fue destruido por Uryū Ishida y desde entonces su brazo es normal). También puede implantarse órganos falsos. Así como puede implantar bombas en el campo de batalla, en el enemigo, o incluso en los cuerpos de miembros de su división.
Mayuri puede infectar con bacterias de vigilancia a todos aquellos con los que entra en combate, como hizo con el quincy Uryū Ishida.
Otra de las medidas de cautela del Capitán es inyectar diversos venenos en su hija Nemu para que afecten a su adversario si penetra o ingiere a su Teniente. Una de las mostradas es la Droga Sobrehumana que ralentiza la sensación del paso del tiempo a su rival, generando discordancia entre esa habilidad y las habilidades motoras del afectado (de modo que una sensación de dolor que dura un segundo, tarde 100 años en sentirla). La cantidad óptima para su uso se consigue diluyéndola 250.000 veces, pero Mayuri usa la poción sin diluir.
Si se ve en grandes aprietos puede atravesarse con su propia Zanpaku-tō y convertirse en un viscoso líquido verde, en el que no puede atacar ni ser atacado. Este es el último recurso del Capitán pues tarda en recuperar su apariencia habitual varios días. Así mismo, puede castigar a su propia Zanpaku-tō si es traicionado por ella o manipulada por un enemigo y reconstruirla de nuevo, siempre y cuando tenga la empuñadura intacta.
Otras habilidades: Es capaz de fundirse con el entorno como si fuera un camaleón, lo cual le es útil si no quiere revelar su presencia. Así también, se mueve a grandes velocidades con el "paso instantáneo" o "shunpo". No obstante Mayuri afirma que le resulta agotador.

## Zanpakutō
A diferencia de las demás Zanpakutō, Mayuri tiene su vaina justo en el centro de su cintura, no en el lado izquierdo como son comúnmente son colocadas las espadas de los shinigamis.

### Shikai:Ashisogi Jizō
La Zanpakutô de Kurotsuchi se llama Ashisogi Jizō (疋殺地蔵, Cabeza asesina de Ksitigarbha),. El comando para su liberación inicial es Desgarra (掻き毟れ, Kakimushire). Ashisogi Jizō adquiere la forma entonces de un tridente corto, dorado, curvo y grueso con una cabeza en forma de bebé cerca de su empuñadura.
Las heridas causadas por su shikai cortan los lazos neuronales que envían señales desde el cerebro de su rival hasta sus extremidades para paralizarlas; a diferencia de un sedante, el veneno de Ashisogi Jizō no elimina el dolor en las heridas infligidas, solo el movimiento.

### Bankai:Konjiki Ashisogi Jizō
La liberación completa o bankai de Mayuri se llama Konjiki Ashisogi Jizō (金色疋殺地蔵, Cabeza Asesina de Ksitigarbha Dorada). Su forma es la de una gigantesca oruga con una grotesca cabeza de bebé que produce un mortal gas venenoso derivado de la sangre del propio Kurotsuchi (por lo que es inofensivo para este) que se puede llegar a extender en un radio de 100 metros a la redonda. Cada vez que Mayuri pelea, cambia los componentes del veneno que extiende su bankai, haciéndolo imposible de evadir con un único antídoto.
Además Konjiki Ashisogi Jizō tiene decenas de filosas hojas venenosas debajo de su cabeza, lo que le permite embestir a sus enemigos y aplastarlos directamente, por lo que el bankai es tanto un arma a distancia como de proximidad.
Mayuri ha modificado su propia liberación completa para que se autodestruya si está fuera manipulada en su contra, eliminando de esta manera cualquier riesgo. Mayuri es el primero de toda la serie que libera el bankai.

## Curiosidades
- Mayuri comparte similitudes con dr. Caos de Ghost Sweeper Mikami, y es que ambos son científicos locos y tienen una ayudante no humana
- Mayuri es un científico loco que quiere crear superseres como Dr Animo de Ben 10, Mr Siniestro de los X-Men,Seichiro de Birdy the Mighty, Laguna de Gungrave y el doctor de Hellsing Ultimate